# Lưu Cầu (nhạc sĩ)
Lưu Cầu (30 tháng 11 năm 1930 – 11 tháng 1 năm 2013), tên khai sinh là Nguyễn Hoàn Cầu, là nhạc sĩ người Việt Nam.

## Tiểu sử
Nhạc sĩ Lưu Cầu tham gia cách mạng từ năm 1945. Khi đó ông dạy nhạc trong Đoàn Thanh niên tiền phong Phan Bội Châu ở Phú Nhuận, Sài Gòn. Năm 1947, ông công tác tại Ban Thông tin thuộc Đặc khu Sài Gòn-Chợ Lớn. Năm sau, nhạc sĩ này làm việc tại Đài Phát thanh Tiếng nói Nam Bộ kháng chiến. Sau đó, Lưu Cầu tập kết ra miền Bắc và công tác cho một đài phát thanh là Đài Tiếng nói Việt Nam. Sau ngày 30 tháng 4 năm 1975, người nhạc sĩ quê Sóc Trăng trở về miền Nam, công tác ở một nơi mới là Đài FM, Đài Truyền hình Thành phố Hồ Chí Minh. Nhạc sĩ qua đời vào lúc 1 giờ 25 phút ngày 11 tháng 1 năm 2013.

## Các sáng tác[1][3]
Nhạc sĩ Lưu Cầu viết nhiều tác phẩm khí nhạc, nhạc cho múa và phim, nhưng đáng chú ý hơn cả là các ca khúc được tập hợp trong các tập Về đây với đường tàu và Tuyển tập ca khúc Lưu Cầu. Cùng với đó là việc phát hành băng cassette các bản nhạc của ông. Các bài hát tiêu biểu của ông là:
- Khu rừng miền Đông
- Chuyện Trung du
- Anh và tôi
- Về đây với đường tàu
- Chú thợ sơn
- Miền Nam ơi chúng tôi đã sẵn sàng
- Tiếng hát nữ du kích Củ Chi
- Miền Nam nhớ mãi ơn Người
- Bài ca đất nước anh hùng
- Gió tháng Mười
- Múa hát mừng thọ Bác Hồ
- Tình bạn